# نابنط رخو
نابنط رخو (الاسم العلمي:Nepenthes mollis) هو نوع غير مؤكد من النباتات يتبع جنس النابنط من الفصيلة النابنطية.